# ジョシュ (歌手)
ジョシュ・カレン・サントス（英: Josh Cullen Santos、1993年10月22日 - ）は、フィリピンの歌手、ダンサー、ストリーマー。男性アイドルグループ・SB19のメンバー。ポジションはメインラッパー、サブボーカル。

## 来歴
1993年10月22日、マニラ首都圏ラスピニャスにて誕生。末っ子で一人の姉がいる。シングルマザーの家庭で育てられ父親に会ったことがない。母親が仕事の間、乳母から家庭内暴力を受けていた。家庭は経済的に困難であったため、断続的な学校教育を受けて高校に進学する。高校卒業後、コンピューター技術者とコールセンターエージェントとして働いていた。
2016年、韓国のエンターテインメント企業のShowBT主催のフィリピンタレントオーディションに参加する。そしてオーディションに合格し、5人組アイドルグループとしてデビューすることになる。
2018年10月26日、ShowBTエンターテインメントフィリピンから5人組男性アイドルグループ・SB19のメンバーとしてデビュー。
2022年、YouTubeとApple MusicリリースのいとこにあたるOchotheBullet
のトラック「Sofa(Remix)」でCarrotMayorと共同で作詞に参加した。

## ディスコグラフィ

### ソロ作品
| 年     | アーティスト | タイトル     | 収録アルバム | 備考         |
| ------ | ------------ | ------------ | ------------ | ------------ |
| 2023年 | Josh Cullen  | WILD TONIGHT | -            | 書かれた歌詞 |

### 参加作品
| 年     | アーティスト  | タイトル    | 収録アルバム | 備考     |
| ------ | ------------- | ----------- | ------------ | -------- |
| 2022年 | OchotheBullet | Sofa(Remix) | -            | 共同作詞 |

## 受賞歴
- Tier One Entertainment - IRL ピープル チョイス アワード（2021年）
- Nylon Manila BBB Awards - お気に入りのバイラルゲームストリーマー（2022年）